# 辛迪
辛迪是愛沙尼亞派爾努縣托里市镇的非独立市及行政中心，位於該國西部的派爾努河左岸，距離派爾努14公里，海拔高度14米，面積5.01平方公里，2006年人口4,049。
辛迪市曾是一个单独的市镇。2017年爱沙尼亚行政改革后，辛迪市和其他市镇一起合并为新的托里市镇。

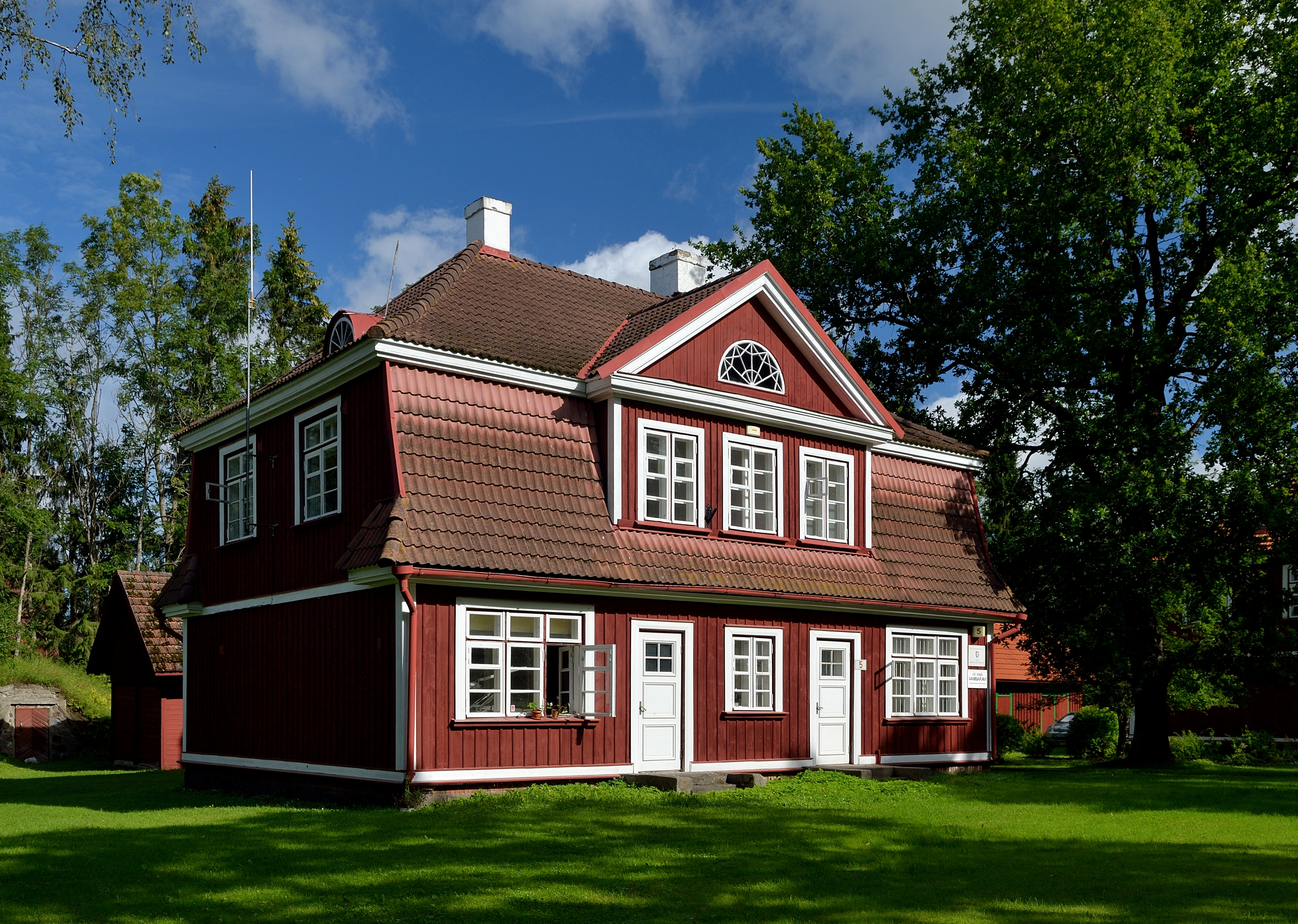
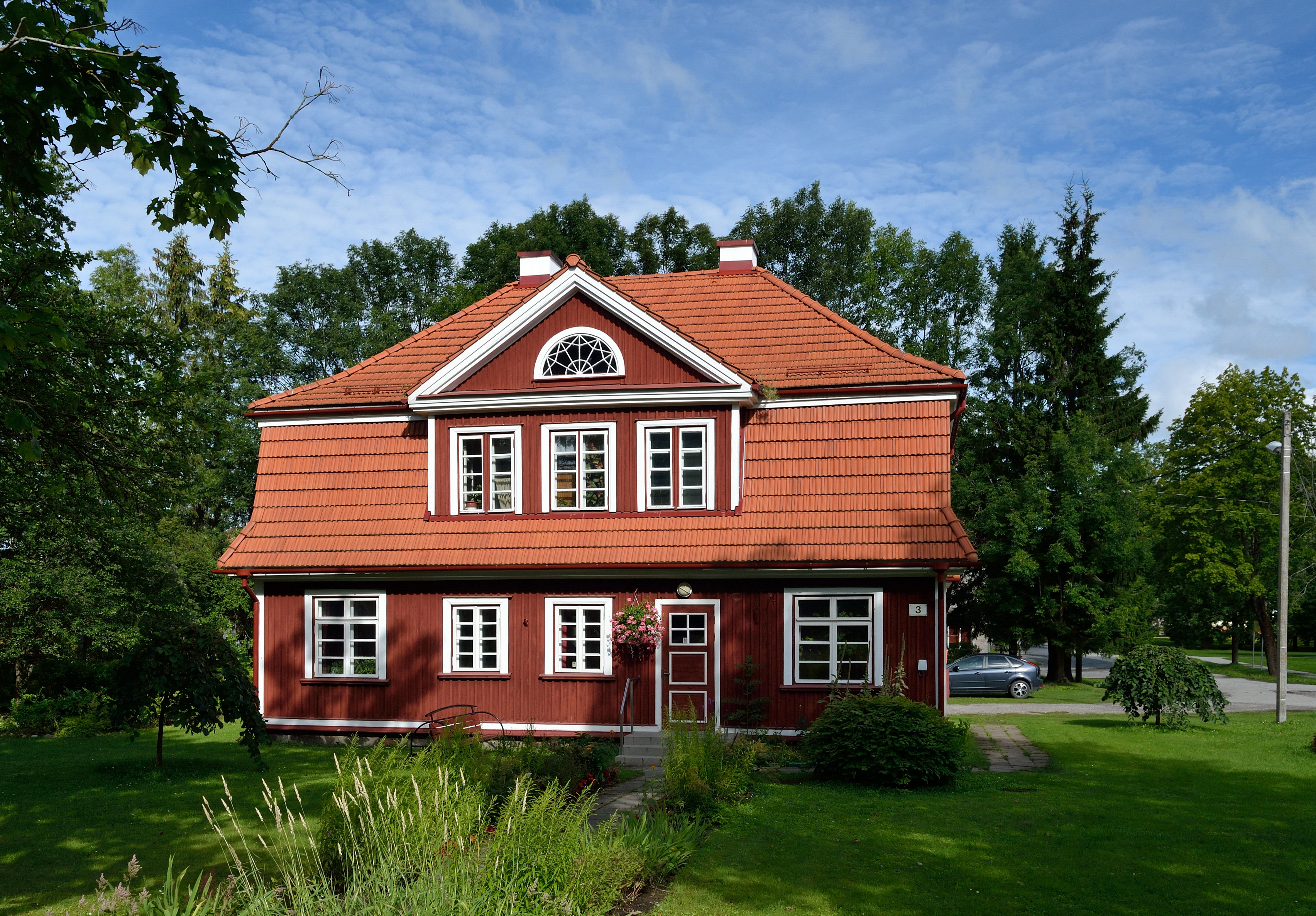
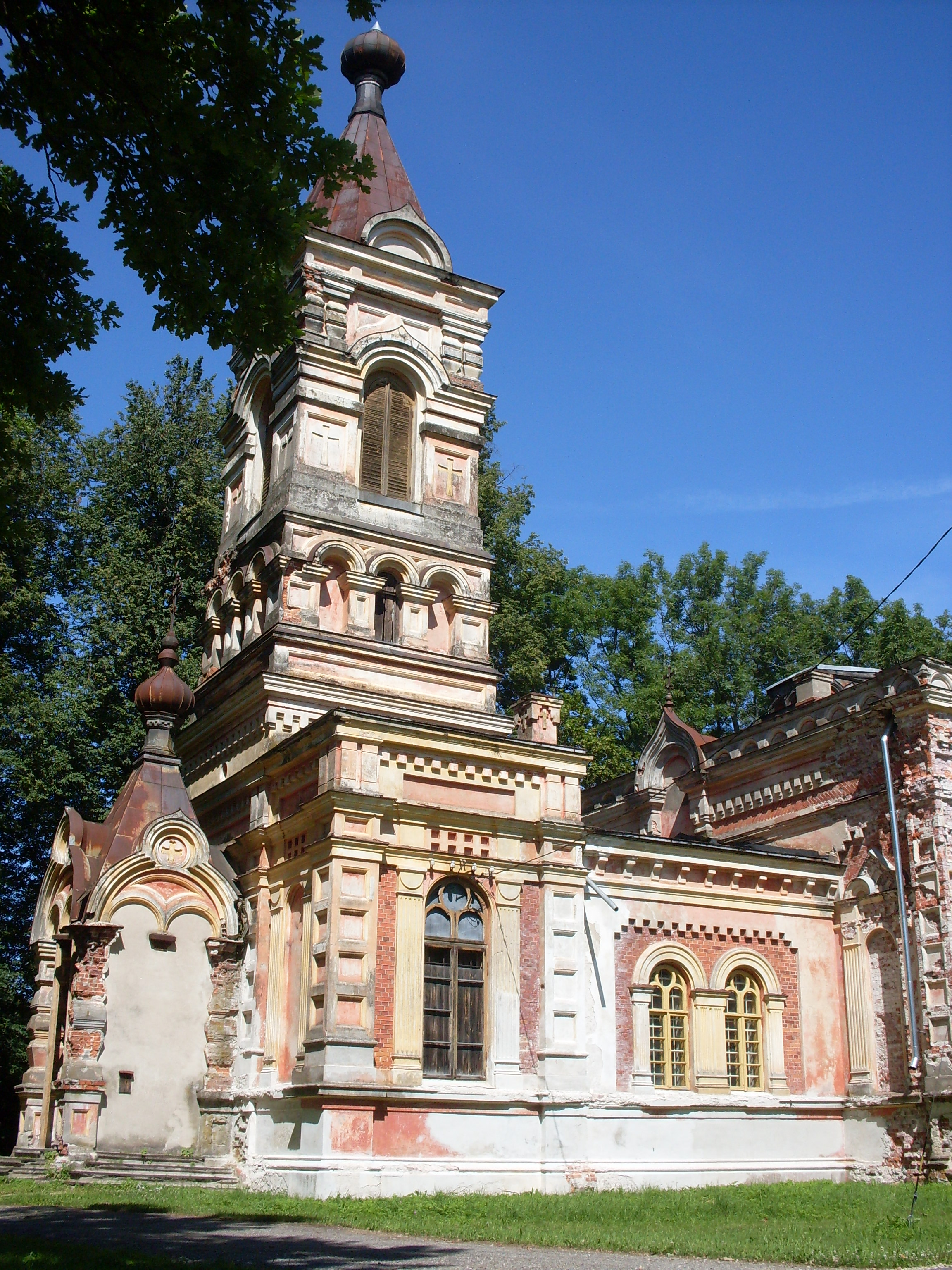

## 外部連結
- 托里市镇官方网站 （页面存档备份，存于） （文）